# Coreto da Praça Fróes da Motta
O Coreto da Praça Fróes da Motta é uma edificação localizada em Feira de Santana, município do estado brasileiro da Bahia. Foi tombado pelo Instituto do Patrimônio Artístico e Cultural da Bahia (IPAC) em 2002, através do processo de número 007.

O coreto foi construído em 1919 pelo intendente Coronel Agostinho Fróes da Mota. Na praça existe ainda o Palacete do Coronel Agostinho Fróes da Motta. Foi tombado pelo IPAC em 2002, recebendo tombo de bens imóveis (Inscrição 48/2002).